# En el Baldío
«En el Baldío» es una canción del grupo de rock argentino La Renga, perteneciente a su sexto álbum, La Esquina del Infinito, publicado en el 2000. Según declaraciones del Chizzo, es la primera canción que grabaron para el álbum.